# دیوانه (فیلم ۲۰۰۱)
دیوانه (به انگلیسی: Manic) یک فیلم درام آمریکایی محصول سال ۲۰۰۱ به کارگردانی جردن ملامد و نویسندگی مایکل باکال و بلین ویور ساخته شده‌است. این فیلم در چندین جشنواره فیلم در سال ۲۰۰۱ و ۲۰۰۲ از جمله جشنواره فیلم ساندنس به نمایش درآمد.

## بازیگران
- جوزف گوردون-لویت به عنوان لایل جنسن
- زویی دشانل به عنوان تریسی
- مایکل باکال به عنوان چاد
- دان چیدل به عنوان دکتر دیوید مونرو
- کودی لایتنینگ به عنوان کنی
- الدن هنسون به عنوان مایک
- سارا ریواس به عنوان سارا

## موسیقی
موسیقی متن این فیلم توسط ترستن مور، افکستوئین، دفئونز، اسکورپوشر، بوردکاست و اسلیتر-کینی ساخته شده‌است.